# Gregor Hrovat
Gregor Hrovat, né le 18 août 1994 à Koper, est un joueur professionnel slovène de basket-ball évoluant aux postes d'arrière et d'ailier. Il est international slovène depuis novembre 2017.

## Carrière

### En club
Gregor Hrovat est né dans la ville côtière de Koper, en Slovénie, où il a également commencé sa carrière de basket-ball à Koš Koper.
Hrovat signe son premier contrat de basket-ball professionnel en 2011 avec Helios Domžale. Au cours de sa première année, est prêté au BC Logatec pour une saison. En 2012, il retourne à Helios Domžale où il joue jusqu’en 2014. Il joue également au All-Star Game slovène 2014.
En 2014, il signe un contrat de quatre ans avec le club slovène de l'Union Olimpija. Il dispute l'EuroCoupe dès sa première saison. Durant ses quatre années, il remporte deux titres de champion de Slovénie (2017, 2018), ainsi qu'une Coupe nationale et la Supercoupe de Slovénie en 2017. En 2018, il rejoint le championnat allemand et l'équipe du Medi Bayreuth, avec qui il dispute la saison 2018-2019. Puis, il dispute la saison 2019-2020 dans le championnat turc avec l'Afyon Belediyespor (en).
En 2020, il rejoint la Jeep Elite et le club de Cholet Basket avec qui il dispute la saison 2020-2021. Fin mars 2021, il inscrit 22 points, 5 rebonds et 4 interceptions lors de la victoire de Cholet, 91 à 70, face à Orléans Loiret Basket. Puis fin mai, il inscrit 24 points, 4 rebonds et 4 passes décisives lors de la victoire face à JL Bourg.
À l'été 2021, il s'engage avec l'Élan Béarnais Pau-Lacq-Orthez pour une saison, toujours en France. Il dispute la saison 2021-2022 avec le club béarnais. Il remporte la Coupe de France 2022.
En juillet 2022, il reste en France et s'engage pour la saison 2022-2023 avec la JDA Dijon. En juin 2023, il prolonge son contrat avec Dijon pour une saison supplémentaire. Hrovat quitte le club à la fin de la saison mais retourne à Dijon, alors en difficulté au classement, en novembre 2024.

### En équipe nationale
Gregor Hrovat était membre des équipes nationales slovènes U-16, U-18 et U-20. Il joue au Championnat d’Europe des moins de 18 ans de la FIBA 2012 où il a obtenu en moyenne 15,4 points, 5,8 rebonds et 2,5 passes décisives. L’année suivante, Hrovat joue dans le championnat FIBA Europe des moins de 20 ans 2013.
Il fait ses débuts avec l’équipe nationale slovène le 24 novembre 2017, lors du match des éliminatoires de la Coupe du monde masculine de basket-ball 2019 contre la Biélorussie. Par la suite, il a disputé 6 matchs de plus dans les qualifications pour la Coupe du monde de la FIBA et a obtenu en moyenne 7,6 points, 3 rebonds, 1,4 aide et 2,1 interceptions par match.
En 2021, il est sélectionné pour participer aux Jeux olympiques de Tokyo 2020 au côté de Luka Dončić. Il termine à la 4e place du tournoi.
En juillet 2022, il est présélectionné pour participer à l'EuroBasket 2022 mais il n'est pas retenu dans le groupe final.
À l'été 2023, il est sélectionné pour participer à la Coupe du monde 2023. Il atteint les quarts de finale et termine à la 7e place du tournoi avec ses coéquipiers.

## Palmarès
- Vainqueur du championnat de Slovénie en 2017 et 2018 avec l'Union Olimpija
- Vainqueur de la Coupe de Slovénie en 2017 avec l'Union Olimpija
- Vainqueur de la Supercoupe de Slovénie en 2017 avec l'Union Olimpija
- Vainqueur de la Coupe de France en 2022 avec l'Élan Béarnais Pau-Lacq-Orthez
- Vainqueur de la Coupe de France en 2024 avec la JDA Dijon